# Idioma sacapulteco
El sacapulteco es una lengua mayense estrechamente relacionada con el Quiché. Es hablada en Sacapulas, en el departamento de El Quiché, Guatemala, por unas 10 000 personas.